# Detention (film, 2003)
Pour les articles homonymes, voir Detention.
Detention est un film américain d'action réalisé par Sidney J. Furie, sorti directement en vidéo le 5 juillet 2003 en Thaïlande, le 13 janvier 2004 aux États-Unis et le 3 février 2005 en France. Le film met en vedette Dolph Lundgren. 

## Fiche technique
- Titre francophone : Détention (en  France et au  Québec)
- Titre original : Detention
- Réalisation : Sidney J. Furie
- Scénario : Paul Lynch, et John Sheppard
- Photographie : Curtis Petersen
- Montage : Saul Pincus
- Musique : Amin Bhatia
- Production : Gary Howsam, Avi Lerner et Jack Gilardi Jr
- Société de production : Nu Image
- Pays de production :  États-Unis ;  Canada
- Langue originale : anglais
- Genre : Action
- Format : Couleurs - 35mm - 1,85:1 - Dolby SR
- Durée : 98 minutes
- Dates de sortie : 
  - Thaïlande : 5 juillet 2003
  - États-Unis : 13 janvier 2004
  - France : 3 février 2005

## Distribution
Légende : V. Q. = Version Québécoise
- Dolph Lundgren (V. Q. : Pierre Auger) : Sam Decker
- Alex Karzis (V. Q. : Martin Watier) : Hogie Hogarth
- Corey Sevier (V. Q. : Renaud Paradis) : Mick Ashton
- Dov Tiefenbach (V. Q. : Sébastien Reding) : Willy Lopez
- K. C. Collins (V. Q. : Gilbert Lachance) : Chester Lamb
- Mpho Koaho (V. Q. : Nicolas Charbonneaux-Collombet) : Jay Tee Barrow
- Larry Day (V. Q. : Benoit Rousseau) : Earl Hendorf
- Danielle Hampton (V. Q. : Geneviève Désilets) : Alicia Roberts
- Richard Yearwood : Leon